# Сан Дана (Лече)
Сан Дана (итал. San Dana) је насеље у Италији у округу Лече, региону Апулија.
Према процени из 2011. у насељу је живело 180 становника. Насеље се налази на надморској висини од 154 м.